# Boca Raton
Boca Raton (španělsky Boca Ratón [ˈboka raton]) je město v Palm Beach County na Floridě. Ve městě žije přibližně 97 tisíc obyvatel, v roce 2022 šlo o 23. největší město státu. Nachází se 72 kilometrů severně od Miami.
Ve městě vznikl první osobní počítač IBM. Sídlí zde také ODP Corporation, Florida Atlantic University a Evert Tennis Academy.

## Rodáci
- Ariana Grande (* 1993) – americká zpěvačka
- Bryan Craig (* 1991) – americký herec
- Eric André (* 1983) – americký komik a herec
- Elizabeth Mandliková (* 2001) – americká tenistka